# Ado Guido Di Mauro
Ado Guido Di Mauro (Tollo, 19 novembre 1922 – Chieti, 18 novembre 2011) è stato un politico italiano.

## Biografia
Dopo essere stato eletto nel 1945 vicesindaco nella prima amministrazione provvisoria del comune di Tollo, nel 1956 divenne sindaco, mantenendo la carica fino al 1980. Nel 1960 fondò con altri soci la Cantina Tollo. Nel 1956 si schierò contro l'intervento sovietico in Ungheria, pur restando iscritto al partito comunista, nelle cui liste fu eletto deputato dal 1963 al 1972. Come deputato fu primo firmatario della legge per l'istituzione del servizio di medicina del lavoro . Come politico è ricordato per il rigore "anticasta" delle scelte .